# Вісенте Енгонга
Вісенте Енгонга (ісп. Vicente Engonga, нар. 20 жовтня 1965, Барселона) — іспанський футболіст, що грав на позиції півзахисника, зокрема за «Валенсію» та «Мальорку», а також національну збірну Іспанії. По завершенні ігрової кар'єри — тренер.

## Клубна кар'єра
Народився 20 жовтня 1965 року в Барселоні у родині вихідців з Екваторіальної Гвінеї. Вихованець футбольної школи клубу «Хімнастік». Дорослу футбольну кар'єру розпочав 1984 року в основній команді того ж клубу, в якій провів два сезони. 
Згодом з 1986 по 1993 рік грав у складі команд «Спортінг Маонес», «Реал Вальядолід» та «Сельта Віго».
Своєю грою за останню команду привернув увагу представників тренерського штабу «Валенсії», до складу якої приєднався 1993 року. Відіграв за валенсійців наступні чотири сезони своєї ігрової кар'єри.
1997 року уклав контракт з «Мальоркою», у складі якої провів наступні п'ять років своєї кар'єри гравця. Більшість часу, проведеного у складі «Мальорки», був основним гравцем команди. 1998 року виборов у її складі титул володаря Суперкубка Іспанії з футболу.
Протягом 2002—2003 років захищав кольори клубу «Реал Ов'єдо», а завершив ігрову кар'єру в англійському «Ковентрі Сіті», за який провів декілька матчів 2003 року.

## Виступи за збірну
1998 року дебютував в офіційних матчах у складі національної збірної Іспанії. Протягом кар'єри у національній команді, яка тривала 3 роки, провів у її формі 14 матчів, забивши 1 гол.
У складі збірної був учасником чемпіонату Європи 2000 року у Бельгії та Нідерландах, де виходив на поле на заміну наприкінці одного з матчів групового етапу.

## Кар'єра тренера
Завершивши у 37-річному віці ігрову кар'єру, повернувся до «Мальорки», де працював на різних тренерських посадах.
2008 року був запрошений на історичну батьківщину, де йому запропонували очолити національну збірну Екваторіальної Гвінеї, з якою він пропрацював протягом року.
Згодом у 2011 році очолював тренерський штаб команди «Мальорка Б».
| Дата       | Місто      | Господарі  | Результат | Гості    | Турнір             | Голи | Примітки |
| ---------- | ---------- | ---------- | --------- | -------- | ------------------ | ---- | -------- |
| 23-9-1998  | Гранада    | Іспанія    | 1 – 0     | Росія    | товариський матч   | -    |          |
| 14-10-1998 | Рамат-Ган  | Ізраїль    | 1 – 2     | Іспанія  | Відбір до ЧЄ 2000  | -    | 5'       |
| 18-11-1998 | Салерно    | Італія     | 2 – 2     | Іспанія  | товариський матч   | -    | 46'      |
| 31-3-1999  | Серравалле | Сан-Марино | 0 – 6     | Іспанія  | Відбір до ЧЄ 2000  | -    | 69'      |
| 5-5-1999   | Севілья    | Іспанія    | 3 – 1     | Хорватія | товариський матч   | 1    | 46'      |
| 18-8-1999  | Варшава    | Польща     | 1 – 2     | Іспанія  | товариський матч   | -    | ЖК       |
| 4-9-1999   | Відень     | Австрія    | 1 – 3     | Іспанія  | Відбір до ЧЄ 2000  | -    | 72' 86'  |
| 13-11-1999 | Віго       | Іспанія    | 0 – 0     | Бразилія | товариський матч   | -    | 67'      |
| 26-1-2000  | Картахена  | Іспанія    | 3 – 0     | Польща   | товариський матч   | -    | 65'      |
| 23-2-2000  | Спліт      | Хорватія   | 0 – 0     | Іспанія  | товариський матч   | -    |          |
| 29-3-2000  | Барселона  | Іспанія    | 2 – 0     | Італія   | товариський матч   | -    | 81'      |
| 3-6-2000   | Гетеборг   | Швеція     | 1 – 1     | Іспанія  | товариський матч   | -    | 63'      |
| 7-6-2000   | Люксембург | Люксембург | 0 – 1     | Іспанія  | товариський матч   | -    |          |
| 18-6-2000  | Амстердам  | Словенія   | 1 – 2     | Іспанія  | ЧЄ 2000 - 1-й етап | -    | 89'      |
| Усього     |            | Матчів     | 14        |          | Голів              | 1    |          |

## Титули і досягнення
- Володар Суперкубка Іспанії з футболу (1):

«Мальорка»: 1998